# Ehrennadel für besondere Verdienste auf dem Gebiet der sozialistischen Heimatkunde

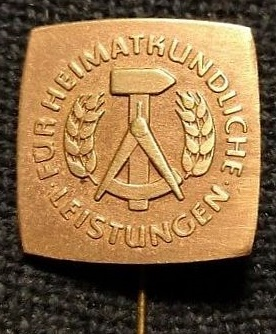
Ehrennadel für besondere Verdienste auf dem Gebiet der sozialistischen Heimatkunde des Kulturbundes der DDR

Die Ehrennadel für besondere Verdienste auf dem Gebiet der sozialistischen Heimatkunde war eine nichtstaatliche Auszeichnung  des Kulturbundes der Deutschen Demokratischen Republik (DDR), die für heimatgeschichtliche Arbeiten sowie für Verdienste um die Herausbildung einer sozialistischen Landeskultur verliehen wurde; ferner auch für Arbeiten eines kulturell-gesellschaftlichen Lebens. Die Ehrennadel konnte dabei an Einzelpersonen wie auch an ganze Kollektive verliehen werden.

## Aussehen
Die Ehrennadel ist 22 × 22 mm groß, nahezu quadratisch und je nach Hersteller silber- oder bronzefarbig. Sie zeigt auf ihrer Vorderseite mittig einen erhaben geprägten Hammer sowie einen Zirkel, von dessen Zirkelspitzen zwei nach gebogene Ährenzweige ausgehen. Umschlossen wird die Symbolik von der Umschrift: FÜR HEIMATKUNDLICHE (oben) LEISTUNGEN (unten).